# Пуебло-Пінтадо (Нью-Мексико)
Пуебло-Пінтадо (англ. Pueblo Pintado) — переписна місцевість (CDP) в США, в окрузі Маккінлі штату Нью-Мексико. Населення — 318 осіб (2020).

## Географія
Пуебло-Пінтадо розташоване за координатами 35°57′28″ пн. ш. 107°39′2″ зх. д. / 35.95778° пн. ш. 107.65056° зх. д. (35.957695, -107.650562).  За даними Бюро перепису населення США в 2010 році переписна місцевість мала площу 27,36 км², уся площа — суходіл.

## Демографія
Згідно з переписом 2010 року, у переписній місцевості мешкали 192 особи в 60 домогосподарствах у складі 39 родин. Густота населення становила 7 осіб/км².  Було 84 помешкання (3/км²).
Расовий склад населення:
| - 91,7 % — корінних американців - 4,7 % — білих - 0,5 % — азіатів |

До двох чи більше рас належало 2,6 %. Частка іспаномовних становила 0,5 % від усіх жителів.
За віковим діапазоном населення розподілялося таким чином: 28,6 % — особи молодші 18 років, 61,0 % — особи у віці 18—64 років, 10,4 % — особи у віці 65 років та старші. Медіана віку мешканця становила 28,5 року. На 100 осіб жіночої статі у переписній місцевості припадало 95,9 чоловіків;  на 100 жінок у віці від 18 років та старших — 90,3 чоловіків також старших 18 років.
За межею бідності перебувало 23,1 % осіб, у тому числі 26,6 % дітей у віці до 18 років та 31,3 % осіб у віці 65 років та старших.
Цивільне працевлаштоване населення становило 146 осіб. Основні галузі зайнятості: освіта, охорона здоров'я та соціальна допомога — 32,2 %, роздрібна торгівля — 24,7 %, транспорт — 21,9 %.